# Narodno sveučilište Vrbovec
Narodno sveučilište Vrbovec osnovano je 1961. godine kao centar za kulturu. U sklopu sveučilišta djeluju:
- Narodna knjižnica Vrbovec s 36.500 zabavnih i poučnih knjiga

i preko 3000 članova čitača
- Kino (zatvoreno proteklih godina zbog obnove)
- Osnovna glazbena škola s odjelima duhački, klavir, harmonika
- Auto-škola narodnog sveučilišta, koja osposobljava vozače svih kategorija
- razni tečajevi znanja (informatika, strani jezici)